# ماهيما ماكوانا
ماهيما ماكوانا (بالإنجليزية: Mahima Makwana)‏ هي ممثلة هندية ولدت في 5 أغسطس 1999.

## وصلات خارجية
- ماهيما ماكوانا على موقع IMDb (الإنجليزية)
- ماهيما ماكوانا على موقع قاعدة بيانات الفيلم (الإنجليزية)